# 칼두 베르드
칼두 베르드(포르투갈어: caldo verde)는 포르투갈의 채소 수프이다. 포르투갈 북부 미뉴 지역의 전통 음식으로, 콜라드를 넣어 초록색을 띤다. 주로 전채나 밤참으로 먹는다. 포르투갈의 국민 음식 가운데 하나로 여겨진다.

## 이름
포르투갈어 "칼두 베르드(caldo verde)"는 "초록색 국물"이라는 뜻이다. "칼두(caldo)"가 "국물"을, "베르드(verde)"가 "초록색"을 뜻한다.

## 만들기
콜라드는 가늘게 채쳐 둔다. 감자는 마늘, 양파, 쇼리수와 물에 삶는다. 삶아지면 쇼리수는 꺼내 두고, 감자는 국물과 함께 감자 누르개로 으깨거나 핸드 블렌더로 간다. 걸쭉해진 감자 국물에 채친 콜라드를 넣어 익히고, 마지막에 쇼리수를 썰어 넣고 올리브유를 뿌려 낸다. 쇼리수 대신 살피캉을 쓰기도 한다. 옥수수 브로아나 호밀 브로아 같은 빵과 비뉴 베르드 적포도주를 곁들인다.

## 같이 보기
- 미네스트라 마리타타
- 칼두 갈레구